# Мажорирование стресса
Мажорирование стресса — это стратегия оптимизации, используемая в многомерном шкалировании, где для набора из n элементов размерности m ищется конфигурация X n точек в r(<<m)-мерном пространстве, которая минимизирует так называемую функцию мажорирования {\displaystyle \sigma (X)}.  Обычно r равно 2 или 3, то есть (n x r) матрица X перечисляет точки в 2- или 3-мерном евклидовом пространстве, так что результат может быть отражён визуально. Функция {\displaystyle \sigma } является ценой или функцией потерь, которая измеряет квадрат разницы между идеальным ({\displaystyle m}-мерным) расстоянием и актуальным расстоянием в r-мерном пространстве. Она определяется как:
{\displaystyle \sigma (X)=\sum _{i<j\leqslant n}w_{ij}(d_{ij}(X)-\delta _{ij})^{2}},
где {\displaystyle w_{ij}\geqslant 0} является весом для мер между парами точек {\displaystyle (i,j)}, {\displaystyle d_{ij}(X)} является евклидовым расстоянием между {\displaystyle i} и {\displaystyle j}, а {\displaystyle \delta _{ij}} является идеальным расстоянием между точками в {\displaystyle m}-мерном пространстве. Заметим, что {\displaystyle w_{ij}} может быть использовано для спецификации степени доверия в похожести точек (например, можно указать 0, если нет никакой информации для конкретной пары).
Конфигурация {\displaystyle X}, которая минимизирует {\displaystyle \sigma (X)}, даёт график, в котором близкие точки соответствуют близким точкам в исходном {\displaystyle m}-мерном пространстве.
Существует много путей минимизации {\displaystyle \sigma (X)}. Например, Крускал рекомендует итеративный подход кратчайшего спуска. Однако существенно лучший (в терминах гарантированности и скорости сходимости) метод минимизации стресса был предложен Яном де Лейвом. Метод итеративной мажоризации де Лейва на каждом шаге минимизирует простую выпуклую функцию, которая ограничивает {\displaystyle \sigma } сверху и касается поверхности {\displaystyle \sigma } в точке {\displaystyle Z}, которая называется опорной точкой. В выпуклом анализе такая функция называется мажорирующей функцией. Этот итеративный процесс мажоризации также упоминается как алгоритм SMACOF (англ. Scaling by MAjorizing a COmplicated Function).

## Алгоритм SMACOF
Функцию стресса {\displaystyle \sigma } можно разложить следующим образом:
{\displaystyle \sigma (X)=\sum _{i<j\leqslant n}w_{ij}(d_{ij}(X)-\delta _{ij})^{2}=\sum _{i<j}w_{ij}\delta _{ij}^{2}+\sum _{i<j}w_{ij}d_{ij}^{2}(X)-2\sum _{i<j}w_{ij}\delta _{ij}d_{ij}(X)}
Заметим, что первый член является константой {\displaystyle C}, а второй зависит квадратично от X (то есть для матрицы Гессе V второй член эквивалентен tr{\displaystyle X'VX}), а потому относительно прост в вычислениях.  Третий же член ограничен величиной
{\displaystyle \sum _{i<j}w_{ij}\delta _{ij}d_{ij}(X)=\,\operatorname {tr} \,X'B(X)X\geqslant \,\operatorname {tr} \,X'B(Z)Z},
где {\displaystyle B(Z)} имеет элементы
{\displaystyle b_{ij}=-{\frac {w_{ij}\delta _{ij}}{d_{ij}(Z)}}} для {\displaystyle d_{ij}(Z)\neq 0,i\neq j}
{\displaystyle b_{ij}=0} для {\displaystyle d_{ij}(Z)=0,i\neq j}
{\displaystyle b_{ii}=-\sum _{j=1,j\neq i}^{n}b_{ij}}.
Данное неравенство доказывается через неравенство Коши — Буняковского, см. статью Борга.
Таким образом, мы имеем простую квадратичную функцию {\displaystyle \tau (X,Z)}, которая мажорирует стресс:
{\displaystyle \sigma (X)=C+\,\operatorname {tr} \,X'VX-2\,\operatorname {tr} \,X'B(X)X}
{\displaystyle \leqslant C+\,\operatorname {tr} \,X'VX-2\,\operatorname {tr} \,X'B(Z)Z=\tau (X,Z)}

Тогда итеративная процедура мажоризации делает следующее:
- на шаге k мы принимаем {\displaystyle Z\leftarrow X^{k-1}}
- {\displaystyle X^{k}\leftarrow \min _{X}\tau (X,Z)}
- останавливаемся, если {\displaystyle \sigma (X^{k-1})-\sigma (X^{k})<\epsilon }, в противном случае возвращаемся в начало.

Было показано, что этот алгоритм уменьшает стресс монотонно (см. статью де Лейва).

## Использование в визуализации графов
Мажорирование стресса и алгоритмы, подобные SMACOF, имеют также приложение в области визуализации графов. То есть можно найти более или менее эстетичное расположение вершин для сети или графа путём минимизации функции стресса. В этом случае {\displaystyle \delta _{ij}} обычно берётся как расстояние в смысле теории графов между узлами (вершинами) i и j, а веса {\displaystyle w_{ij}} берутся равными {\displaystyle \delta _{ij}^{-\alpha }}. Здесь {\displaystyle \alpha } выбирается как компромисс между сохранением длинных и коротких идеальных расстояний. Хорошие результаты были показаны для {\displaystyle \alpha =2}.